# Шийка матки

Схема жіночої репродуктивної системи

Шийка матки (лат. cervix uteri) — нижній сегмент матки завдовжки 2-3 см, канал якого сполучає порожнину матки з вагіною. Дозволяє сперматозоїдам проникнути в матку після коїтусу. Протягом вагітності утримує плід, плаценту та плодові води у матці, під час пологів розкривається до 10 см для проходження голови плоду. Анатомічно документована принаймні з часів Гіпократа.
Деякі методи контрацепції, як-от ковпачки та діафрагми, будуються на перекритті спермі шляху цервікальним каналом. Цервікальний слиз використовується в деяких методах визначення фертильности за його консистенцією протягом менструального циклу. Ступінь розкриття шийки матки використовують для прийняття рішень під час прийняття пологів.
Інфікування вірусом папіломи людини призводить до раку шийки матки. Планова цитологія шийки матки (ПАП-тест) дозволяє виявляти рак та передрак шийки матки і ефективно лікувати його. Вакцинація проти вірусу папіломи людини до початку сексуального життя робить рак шийки матки єдиним раком, якому можна гарантовано запобігти. Уникнути ВПЛ дозволяють утримання від сексу, користування презервативом та вакцинація від ВПЛ.

## Будова

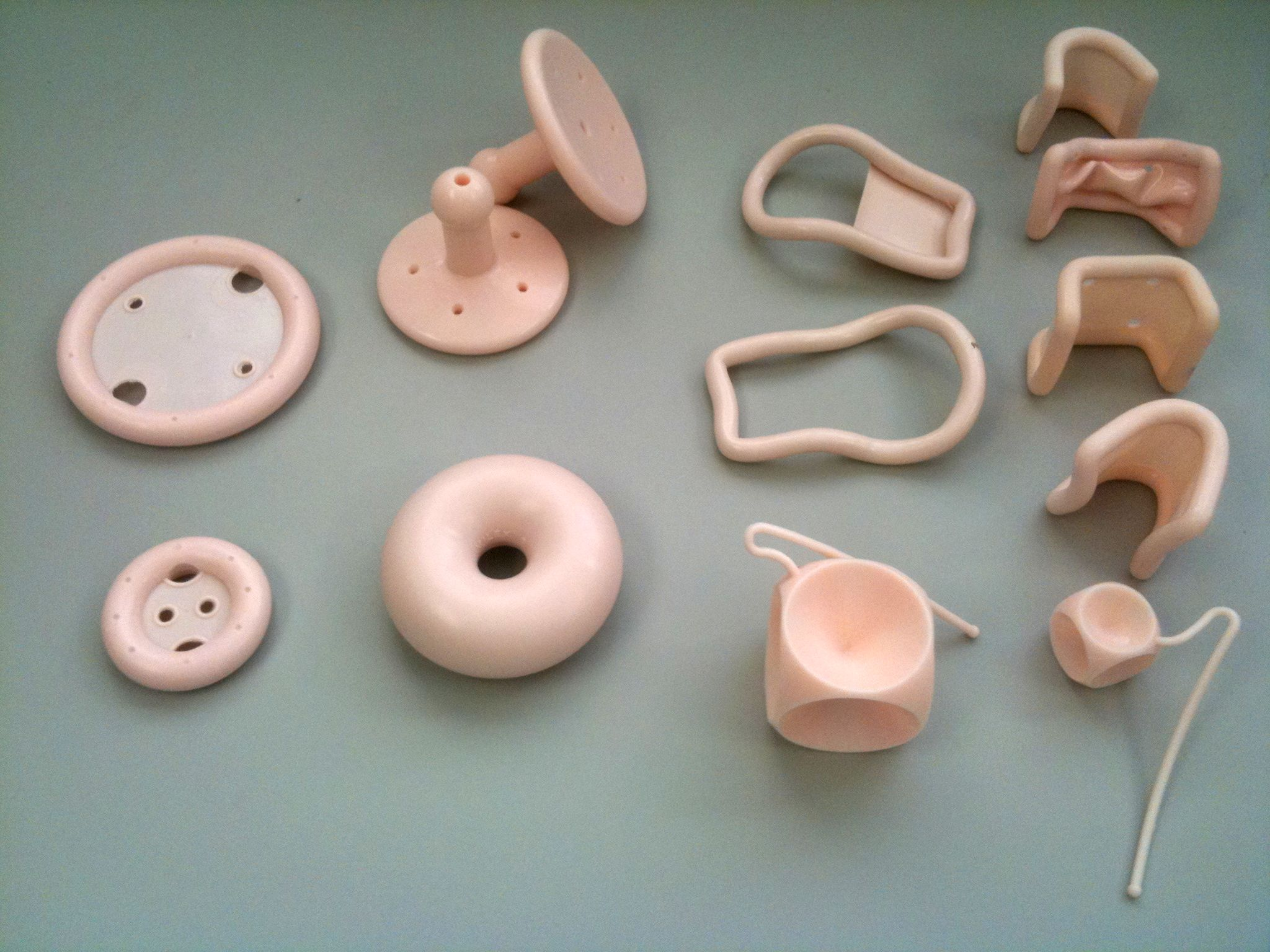
Акушерські песарії різної форми

У середньому шийка матки завдовжки 3-4 см. Має вагінальну частину (portio vaginalis cervicis, ectocervix), доступну для огляду, та надвагінальну (portio supravaginalis cervicis). Місце переходу шийки матки в її тіло звужене і називається перешийком матки (isthmus uteri). У місці з'єднання шийки матки з вагіною утворюються вагінальне склепіння (fornices vaginae). Розрізняють переднє склепіння (коротке), заднє (глибше) і два бічних.
Шийкою матки проходить цервікальний канал (canalis cervicis uteri, endocervix), що відкривається в порожнину вагіни зовнішнім отвором чи зівом матки (orificium externum uteri, ostium uteri), у порожнину матки — внутрішнім отвором (orificium internum uteri).

## Функції
Цервікальний канал закупорений слизом, у нормі непроникним для мікроорганізмів та сперматозоїдів[уточнити]. У середині менструального циклу слиз розріджується і стає проникним для сперматозоїдів, що підіймаються з вагіни каналом шийки та потрапляють в матку.
Під час вагітності шийка матки забезпечує виношування плоду, утримуючи плід та плаценту до пологового розкриття. Її консистенція має бути щільною, а довжина сягати 4 см. Здебільшого такою шийка залишається до 37 тижня вагітності. 
Під час пологів шийка матки розкривається (до 10 см), щоб каналом шийки пройшла голова дитини.

## Поширені захворювання та патології
Серед патологічних станів жіночих геніталій найбільше поширення мають захворювання шийки матки. Серед них найпоширеніші:
- Рак шийки матки посідає друге місце в структурі онкологічних захворювань жіночої репродуктивної системи (після раку тіла матки), хоча у віковій групі від 15 до 54 років є найрозповсюдженішим[2]. Дігностується регулярним гінекологічним оглядом з пробою Папаніколау, запобігається вакцинацією від вірусу папіломи людини.
- Істміко-цервікальна недостатність. У випадку раннього пом'якшення та укорочення шийки матки можливий розвиток істміко-цервікальної недостатності. Довжина і консистенція шийки матки спостерігаються в динаміці: виконується УЗД вагінальним датчиком (цервікометрія) та/або ручний огляд на кріслі. Якщо укорочення прогресує (довжина стає меншою за 25 мм) або через розм'якшення відбувається передчасне розкриття цервікального каналу чи внутрішнього вічка шийки матки, встановлюється розвантажувальний акушерський песарій — силіконове/пластикове «кільце», що бере на себе частину навантаження та перешкоджає подальшому розкриттю шийки. На ранніх строках вагітності паралельно може призначатися підтримувальна гормональна терапія (препарати прогестерону), що бажано вводити per vaginam.
- Синдром Аллена — Мастерса.
- Ектопія шийки матки (застарілий діагноз «ерозія шийки матки»).

## Діагностика
Для діагностики раку шийки матки, починаючи від найраніших стадій неоплазії, виконують зішкріб клітин за Папаніколау.
Для огляду зовнішнього отвору шийки матки (а також верхніх відділів вагіни) використовують кольпоскопію — обстеження за допомогою кольпоскопа. Ця процедура необхідна для виключення захворювань шийки матки, в тому числі й раку.